# Liste der Wappen im Landkreis Osterholz
Diese Liste zeigt alle in der Wikipedia gelisteten Wappen des Landkreises Osterholz (Niedersachsen).

## Landkreis Osterholz

Wappen Landkreis Osterholz (Details)
Lage des Landkreises Osterholz in Niedersachsen

## Samtgemeindewappen

Samtgemeinde Hambergen (Details)

## Wappen der Städte und Gemeinden

Gemeinde Axstedt (Details)
Gemeinde Grasberg (Details)
Gemeinde Hambergen (Details)
Gemeinde Holste
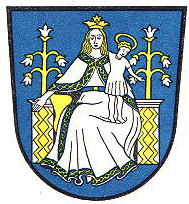
Gemeinde Lilienthal (Details)
Gemeinde Lübberstedt (Details)
Kreisstadt Osterholz-Scharmbeck (Details)
Gemeinde Ritterhude (Details)
Gemeinde Schwanewede (Details)
Gemeinde Vollersode
Gemeinde Worpswede (Details)

## Wappen einst selbständiger Gemeinden

### Ortsteile der GemeindeGrasberg

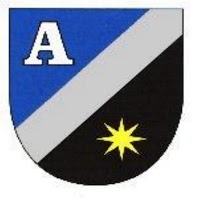
Adolphsdorf
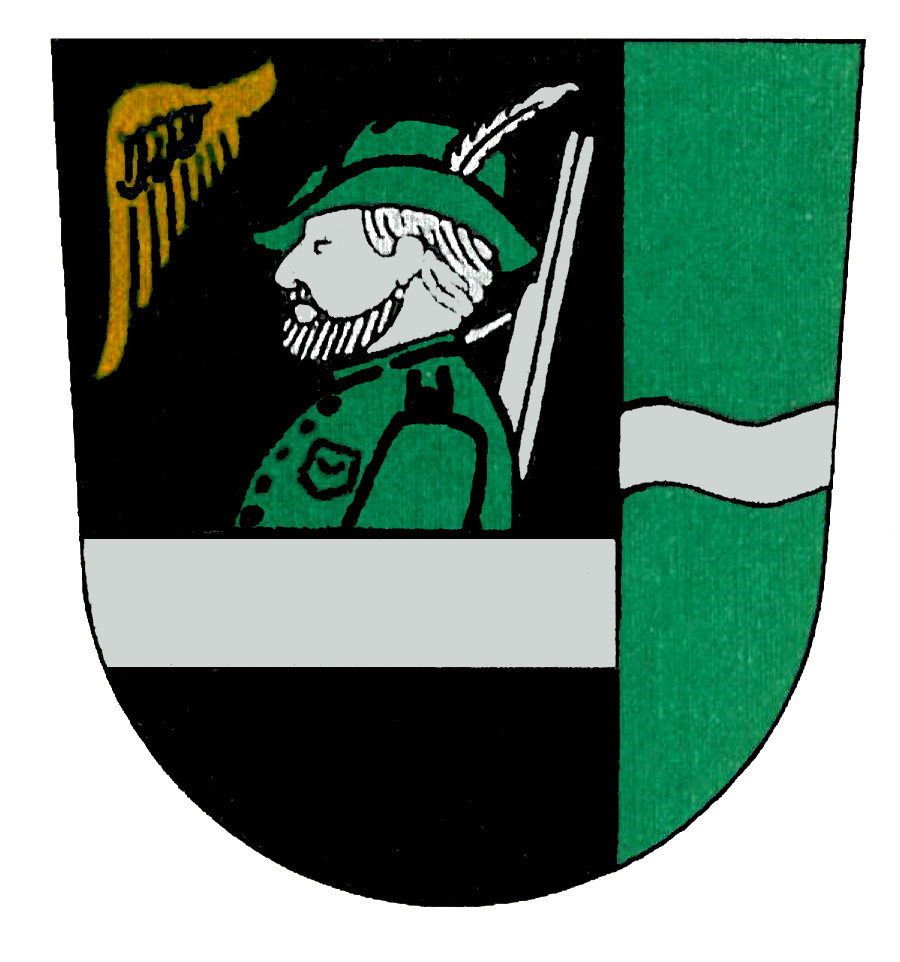
Huxfeld
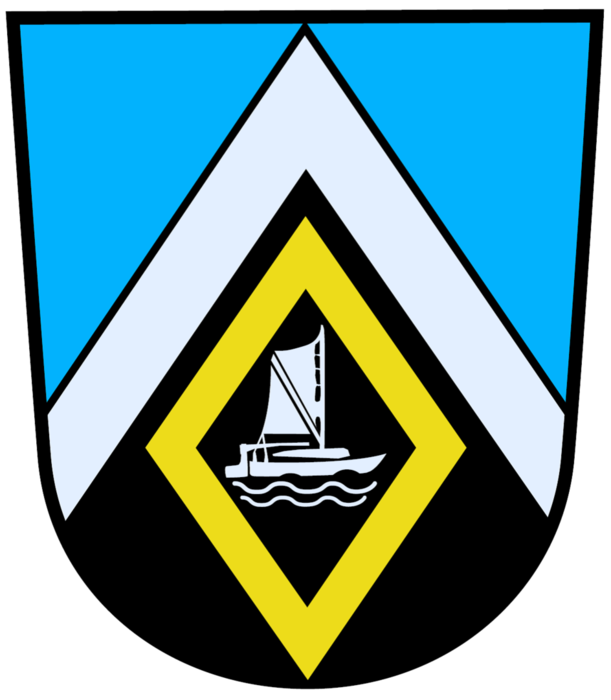
Rautendorf

### Ortsteile der GemeindeLilienthal

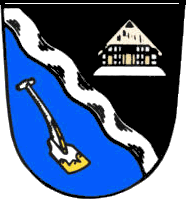
Worphausen

### Ortsteile der KreisstadtOsterholz-Scharmbeck

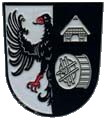
Freißenbüttel
Garlstedt
Heilshorn (Details)
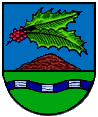
Hülseberg (Details)
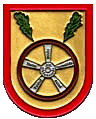
Ohlenstedt (Details)
Pennigbüttel
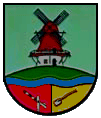
Sandhausen (Details)
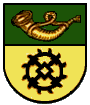
Scharmbeckstotel (Details)
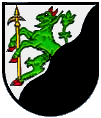
Teufelsmoor

### Ortsteile der GemeindeSchwanewede

Neuenkirchen (Details)

### Ortsteile der GemeindeWorpswede

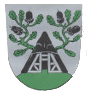
Hüttenbusch